# Bank Avera
Die Bank Avera mit Sitz in Wetzikon ist eine im Zürcher Oberland sowie in Küsnacht verankerte Schweizer Regionalbank. Sie ging im April 2009 aus der Fusion der Sparkasse Zürcher Oberland und der Sparkasse Küsnacht hervor und ist in der Rechtsform einer Genossenschaft organisiert. Ihre Wurzeln reichen bis in die erste Hälfte des 19. Jahrhunderts.
Die Bank Avera verfügt über 12 Geschäftsstellen. Ihr Tätigkeitsgebiet liegt traditionell im Retail Banking, im Hypothekargeschäft, im Private Banking und im Bankgeschäft mit kleinen und mittleren Unternehmen.
Die Bank Avera ist als selbständige Regionalbank der Entris Holding AG angeschlossen. Innerhalb der Entris Holding AG gehörte sie unter dem damaligen Namen Clientis Zürcher Regionalbank bis Ende 2019 zur Teilgruppierung der Clientis Banken.